# Саумалколь (станция)
Саумалко́ль (каз. Саумалкөл, до 2002 года — Новый Путь) — станция в Каркаралинском районе Карагандинской области Казахстана. Входит в состав Каршигалинского сельского округа. Находится примерно в 80 км к северо-западу от районного центра, города Каркаралинск, и в 10 км к юго-западу от озера Саумалколь. Код КАТО — 354867300. Железнодорожная станция на ветке Кокпекты (Солонички) — Карагайлы.

## Население
В 1999 году население станции составляло 91 человек (53 мужчины и 38 женщин). По данным переписи 2009 года, в населённом пункте проживало 59 человек (33 мужчины и 26 женщин).